# Jules Roland
Jules Roland (Haine-Saint-Paul, 26 april 1895 - 31 mei 1988) was een Belgisch senator.

## Levensloop
Jules Roland, getrouwd met Angèle Drugmant, was eerst metaalbewerker en vervolgens verzekeringsagent. Hij was syndicaal actief in de Fédération du Centre.
Hij werd verkozen tot gemeenteraadslid van La Louvière en bleef dit tot in 1947. Van 1938 tot 1947 was hij schepen.
Bij de verkiezingen van 24 mei 1936 werd hij socialistisch senator voor het arrondissement Charleroi. Eigenlijk was de communist Coulon verkozen, maar hij bleek niet aan de voorwaarden van verkiesbaarheid te voldoen. Roland vervulde dit mandaat tot in 1946. 
In 1945 was er een zaak tegen Jules Roland binnen de socialistische partij. Wellicht had dit te maken met de goede relaties die hij in 1940 had onderhouden met Hendrik De Man. Dit draaide ongetwijfeld op niets uit, want hij was opnieuw senator van 1958 tot 1961.

## Publicatie
- Mémoire rédigé à la demande de la Fédération Socialiste de l'arrondissement de Soignies, La Louvière, 1945.